# Jofre Carreras
Jofre Carreras Pagès (Gerona, 17 de junio de 2001), más conocido como Jofre Carreras, es un futbolista español que juega en la demarcación de delantero para el R. C. D. Espanyol de la Primera División de España.

## Trayectoria
Natural de Gerona, se formó en la cantera del Geieg, Quart y Girona, antes de ingresar en la estructura del R. C. D. Espanyol en categoría infantil. El 28 de febrero de 2020 renovó su contrato con el conjunto "perico" hasta 2024.
En la temporada 2020-21 realizó la pretemporada con el primer equipo tras haber jugado algunos partidos con el filial siendo juvenil. El 27 de septiembre de 2020 debutó en Segunda División con el primer equipo en una victoria por cero goles a dos en el Nuevo Estadio Carlos Tartiere frente al Real Oviedo, en el que jugó 31 minutos de partido. Se convirtió así en el segundo jugador del siglo XXI en debutar con el primer equipo blanquiazul tras Nico Melamed.
El 14 de agosto de 2022 se hizo oficial su marcha al C. D. Mirandés, para jugar cedido durante la temporada 2022-23, después de haber ampliado su contrato hasta 2026. Regresó a la entidad blanquiazul una vez finalizó la cesión y, tras el primer partido de la campaña, pasó a tener ficha del primer equipo.

## Clubes
Actualizado al último partido disputado el 24 de mayo de 2025.
| Club                           | Div.          | Temporada     | Liga  | Liga  | Copas nacionales | Copas nacionales | Copas internacionales | Copas internacionales | Total | Total |
| Club                           | Div.          | Temporada     | Part. | Goles | Part.            | Goles            | Part.                 | Goles                 | Part. | Goles |
| ------------------------------ | ------------- | ------------- | ----- | ----- | ---------------- | ---------------- | --------------------- | --------------------- | ----- | ----- |
| R. C. D. Espanyol "B" · España | 2.ª B         | 2018-19       | 1     | 0     | ―                | ―                | ―                     | ―                     | 1     | 0     |
| R. C. D. Espanyol "B" · España | 2.ª B         | 2019-20       | 3     | 0     | ―                | ―                | ―                     | ―                     | 3     | 0     |
| R. C. D. Espanyol "B" · España | 2.ª B         | 2020-21       | 8     | 2     | ―                | ―                | ―                     | ―                     | 8     | 2     |
| R. C. D. Espanyol · España     | 2.ª           | 2020-21       | 3     | 0     | 2                | 0                | ―                     | ―                     | 5     | 0     |
| R. C. D. Espanyol · España     | 1.ª           | 2021-22       | 3     | 0     | 1                | 0                | ―                     | ―                     | 4     | 0     |
| R. C. D. Espanyol "B" · España | 2.ª F         | 2021-22       | 18    | 3     | ―                | ―                | ―                     | ―                     | 18    | 3     |
| R. C. D. Espanyol "B" · España | Total club    | Total club    | 30    | 5     | 0                | 0                | 0                     | 0                     | 30    | 5     |
| C. D. Mirandés · España        | 2.ª           | 2022-23       | 27    | 1     | 1                | 0                | ―                     | ―                     | 28    | 1     |
| C. D. Mirandés · España        | Total club    | Total club    | 27    | 1     | 1                | 0                | 0                     | 0                     | 28    | 1     |
| R. C. D. Espanyol · España     | 2.ª           | 2023-24       | 39    | 3     | 3                | 2                | ―                     | ―                     | 42    | 5     |
| R. C. D. Espanyol · España     | 1.ª           | 2024-25       | 37    | 3     | 1                | 0                | ―                     | ―                     | 38    | 3     |
| R. C. D. Espanyol · España     | Total club    | Total club    | 82    | 6     | 7                | 2                | 0                     | 0                     | 89    | 8     |
| Total carrera                  | Total carrera | Total carrera | 139   | 12    | 8                | 2                | 0                     | 0                     | 147   | 14    |
| 1.                             |               |               |       |       |                  |                  |                       |                       |       |       |

## Palmarés

### Títulos nacionales
| Título                     | Club              | País   | Año  |
| -------------------------- | ----------------- | ------ | ---- |
| Segunda División de España | R. C. D. Espanyol | España | 2021 |